# Fejes Teri

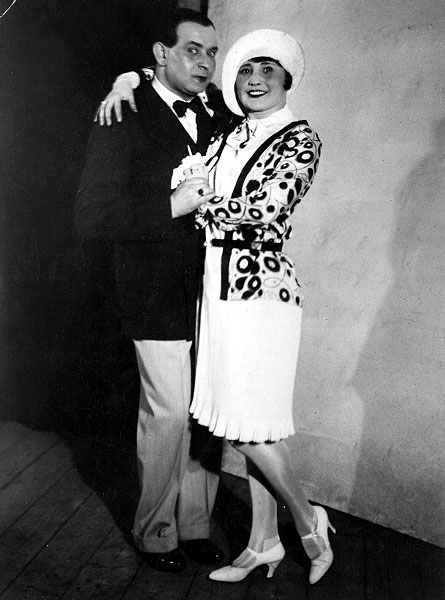
Ábrahám Pál: Zenebona. Fővárosi Operettszínház 1928. Kabos Gyula (Silvestre), Fejes Teri (Lia).

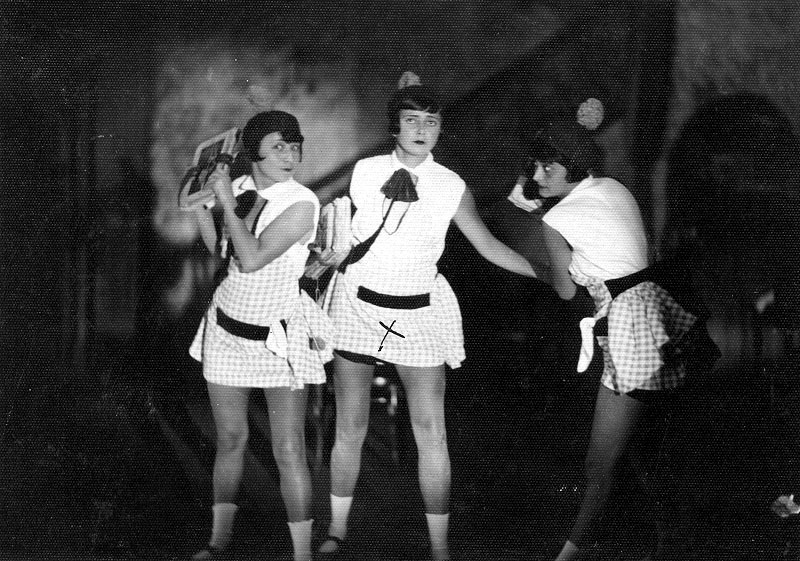
Philip Dunning: Broadway. Fővárosi Operettszínház 1927. Fejes Teri (Mazie Smith), Horváthy Elvira (Grace), Székely Lujza (Luci Moore)

Fejes Teri (Torontáltorda, 1902. szeptember 21. – Budapest, 1994. december 18.) magyar színésznő, énekesnő, komika, a Vidám Színpad örökös tagja.

## Életpályája
Fejes János és Tapadó Etelka földműves szülők gyermeke. 1920-ban végzett az Országos Színészegyesület színiiskolájában, majd Győrben kezdte pályafutását. Ezután 1921-ben Pécsett, 1922-ben Makón, majd Budapesten a Royal Orfeumban játszott. 1923–1930 között az Operettszínház, 1929-ben a Budapesti Színház, 1931–1932 között a Király Színház, 1932-ben és 1935-ben a Budai Színkör, 1935-ben a Kamara Színház, 1936–1937 között a Városi Színház művésze volt. 1937–1944 között az Erzsébetvárosi Színházban lépett fel. Szerepelt még a Vígszínházban, a Magyar Színházban, a Pesti Színházban és a Vidám Színházban. A második világháború után a Magyar, a Medgyaszay, a Modern és a Fővárosi Víg Színházban játszott, majd 1949–1955 között a Budapesti Operettszínház foglalkoztatta. Ezután a Vidám Színpadhoz szerződött, amelynek 1966-ig volt művésze. 16 évig volt Kabos Gyula állandó színpadi partnere.

### Magánélete
1931. október 8-án, Budapesten elváltként kötött házasságot a nála több mint négy évvel fiatalabb Békássy István színésszel, akitől két év múlva elvált, de 1938-ban újból feleségül ment hozzá. 1941-ben Balogh Péterrel [Lajossal?] esküdtek egymásnak örök hűséget, tőle született 1942-ben Péter nevű fia.

## Szerepei
A Színházi adattárban regisztrált bemutatóinak száma, 1933-: 48., a digitális platformon huszonhét felvétele is látható.
- Ábrahám Pál: Zenebona - Lia
- Ábrahám Pál: Hawaii Rózsája - Bessie
- Ábrahám Pál: Viktória - Riquette, a szobalány
- Ábrahám Pál: Az utolsó Verebély-lány - Sári
- Carlo de Fries–Szántó Armand–Szécsény Mihály: Budapest-Wien - Piri
- Eisemann Mihály: Miss Amerika - címszerep
- Eisemann Mihály: Angóramacska - Háremhölgy
- Farkas Ferenc: Nótás kapitány - Bébi grófnő
- Fejér Miklós: Pesti mulató - Hölgy
- Feydeau: Mit járkálsz meztelenül - Feleség
- Hart–Kaufmann: Így élni jó - A könnyű kis hölgy
- Hervé: Lili - nevelőnő
- Heltai Jenő: Naftalin - Manci
- Hunyady Sándor: Lovagias ügy - Virágné
- Huszka Jenő: Erzsébet - Társalkodónő
- Huszka Jenő: Gyergyói bál - Stefi
- Jacobi Viktor: Sybill - Sarah
- Katajev–Dalmat–Sauvajon: Bolond vasárnap - Róza
- Kemény Egon–Bródy István–Harmath Imre: Kikelet ucca 3 (1929) pesti operett 3 felvonásban
- Kemény Egon–Nóti Károly–Földes Imre–Halász Rudolf: Fekete liliom (1946) romantikus nagyoperett 3 felvonásban[9]
- Lengyel Menyhért: Antónia - Lia
- Maupassant–Illés Endre: Az ágy szélén - Grófnő
- Molnár Ferenc: Olympia - Lina
- Molnár Ferenc: Doktor úr - Ella
- Nagy Endre: Tóni, borotválkozz meg - Tanárnő
- Robert Thomas: Nyolc nő - Nagymama
- Schubert–Berté: Három a kislány - Hédi
- Szilágyi László–Buday Dénes: Csárdás - Conchita
- Zerkovitz Béla: Csókos asszony - Rica Maca

## Filmszerepei
- Kacagó asszony (1930)
- A tettes ismeretlen (1957)